# Parornix maura
Parornix maura är en fjärilsart som beskrevs av Paolo Triberti 1998. Parornix maura ingår i släktet Parornix och familjen styltmalar.
Artens utbredningsområde är:
- Algeriet.
- Marocko.

Inga underarter finns listade i Catalogue of Life.